# Ультрацентрифуга

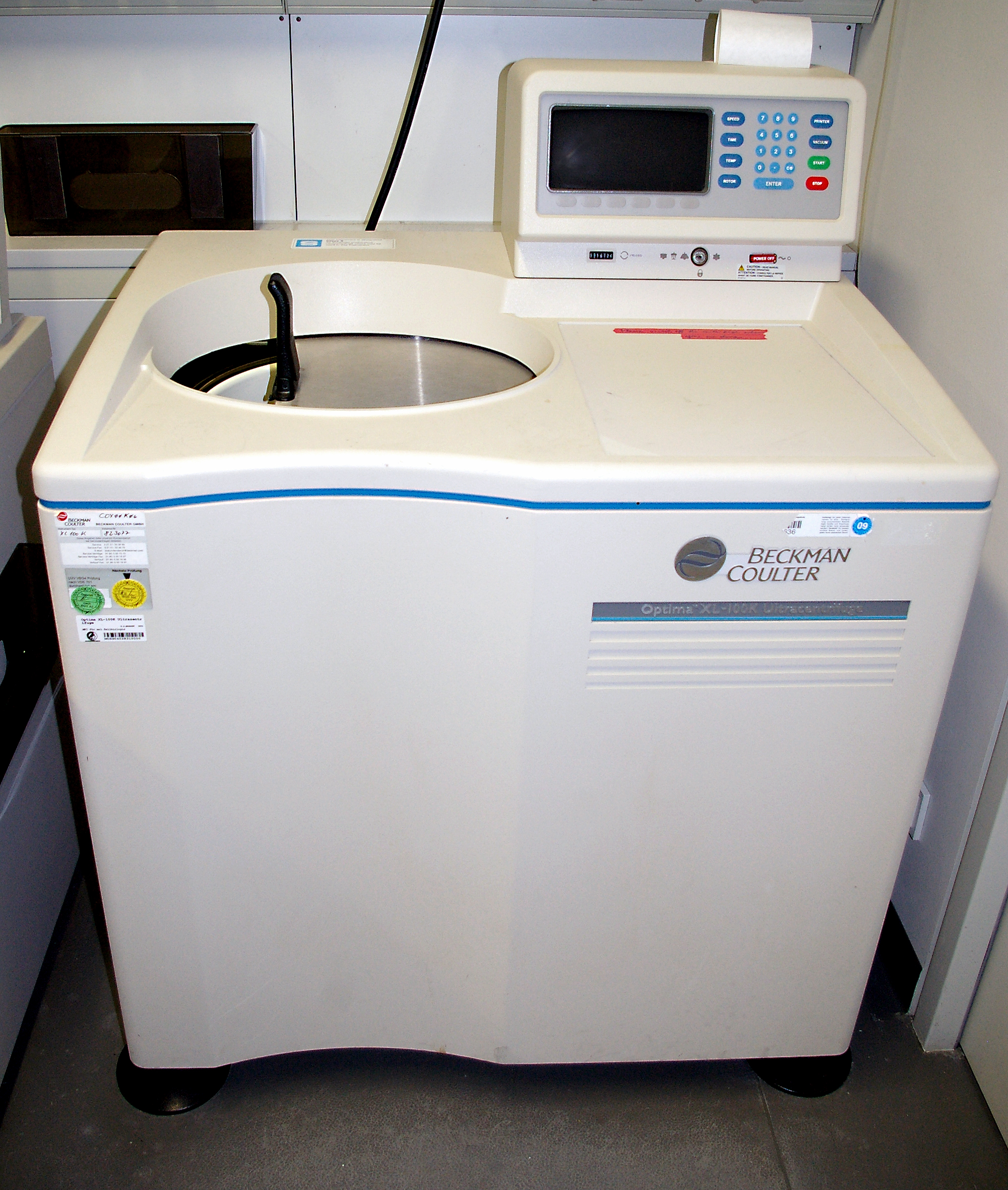
Лабораторная ультрацентрифуга

Ультрацентрифуга (англ. ultracentrifuge) — высокофункциональная центрифуга; прибор для разделения частиц размером менее 100 нм (коллоидов, субклеточных частиц, макромолекул белков, нуклеиновых кислот, липидов, полисахаридов, синтетических полимеров и пр.), взвешенных или растворенных в жидкости. Это достигается вращением ротора, создающего центробежное поле с ускорением, на много порядков превышающим ускорение силы тяжести.

## Описание
По назначению и конструкции ультрацентрифуги подразделяются на препаративные, аналитические и препаративно-аналитические. Препаративные ультрацентрифуги снабжены угловыми роторами с гнездами для цилиндрических пробирок, стаканов или бутылок, наклоненных под углом 20-40º к вертикальной оси ротора, либо так называемыми бакетными роторами со стаканами, поворачивающимися на 90º при вращении. Существуют также зональные и проточные роторы с одной большой внутренней полостью для фракционируемой жидкости. Препаративные ультрацентрифуги применяются для выделения из сложных сред отдельных компонентов, например, субклеточных органелл и вирусов.
Аналитические ультрацентрифуги снабжены роторами со сквозными цилиндрическими гнёздами, в которые помещены специальные прозрачные кюветы для исследуемых растворов или суспензий. Процесс перераспределения частиц в них можно наблюдать непосредственно при вращении ротора с помощью специальных оптических систем (рефрактометрических, абсорбционных). Выпускается много видов ультрацентрифуг, в которых создаются центробежные ускорения вплоть до 1 100 000 g, а разделение частиц и молекул осуществляется в объёмах, измеряемых десятками и сотнями миллилитров. В настоящее время ультрацентрифугирование активно используется для определения молекулярно-массового распределения макромолекул в растворе.